# 瀧晃一
瀧晃一（日语：／ Taki Kōichi，1963年4月4日—），日本男編劇。出身於茨城縣。
曾是由小山高生領導的劇本創作團體「Brother Noppo」成員。
在負責劇本的遊戲版《妹妹公主》中，他也嘗試了千影爸爸的配音。

## 參加作品
粗體字表示劇本統籌作品。
- 爆笑吸血鬼'99（出道作品）
- 守護月天！
- 袖珍女侍小梅
- 妹妹公主
- 銀河天使
- 馭龍少年
- 妹妹公主 RePure
- 妄想科學美少女
- 愛的魔法
- Re:甜心戰士
- 銀河天使Z
- 我永遠的聖誕老人（OVA）
- 流星戰隊Musumet
- 天使心
- 甜蜜偶像
- 牙 -KIBA-（日语：牙 (アニメ)）
- 史上最強弟子兼一
- 王牌投手 振臂高揮
- 全力兔
- 南家三姊妹 ～再來一碗～
- 光速大冒險PIPOPA
- Picchi Pichi♪可愛小水滴（日语：ぴっちぴち♪しずくちゃん）

## 小說
- 妄想科學美少女 第1、2冊，〈MF文庫J〉，Media Factory刊行

## 相關項目
- 日本動畫師列表（日语：アニメ関係者一覧）
- 日本編劇列表（日语：脚本家一覧）